# Scartho
Scartho – dzielnica miasta Grimsby, w Anglii, w Lincolnshire, w dystrykcie (unitary authority) North East Lincolnshire. W 2011 roku dzielnica liczyła 10 408 mieszkańców. Scartho jest wspomniana w Domesday Book (1086) jako Scarhou.